# Речкинский сельсовет (Московская область)
Речкинский сельсовет — упразднённая административно-территориальная единица, существовавшая на территории Московской губернии и Московской области до 1959 года.
Сельсовет возник в первые годы советской власти под названием Блудский сельсовет. По состоянию на 1921 год он входил в Буйгородскую волость Волоколамского уезда Московской губернии.
В 1924 году Блудский с/с был упразднён, а его территория присоединена к Быковскому с/с.
В 1925 году Блудский с/с восстановлен. В том же году из его состава был выделен Хрулевский с/с.
По данным 1926 года в состав сельсовета входили 2 населённых пункта — Блуди и Хрулево, а также 1 хутор.
В 1929 году Блудский с/с был отнесён к Волоколамскому району Московского округа Московской области. При этом к Блудскому с/с был присоединён Утишевский с/с. В состав Блудского с/с вошли селения Блуди, Утишево и Хрулево.
4 апреля 1939 года Блудский сельсовет был переименован в Речкинский сельсовет, а его центр, деревня Блуди — в Речки. В состав сельсовета вошли селения Речки, Утишево и Хрулево.
17 июля 1939 года к Речкинскому с/с был присоединён Бортниковский с/с в составе двух населённых пунктов — Бортники и Спасс, а также селение Стеблево Стромиловского с/с. В состав Речкинского с/с вошли селения Бортники, Речки, Спасс, Стеблево, Утишево и Хрулево.
30 ноября 1951 года к Речкинскому с/с было присоединено селение Шишково упразднённого Парфеньковского с/с. В состав Речкинского с/с вошли селения Бортники, Речки, Спасс, Стеблево, Утишево, Хрулево и Шишково.
21 мая 1959 года Речкинский сельсовет был упразднён. При этом селения Речки, Бортники, Хрулево, Спасс и Шишково были переданы в Кашинский с/с, а Утишево и посёлок центральной усадьбы совхоза «Стеблево» — в Поповкинский с/с.